# 清宮レイ
清宮 レイ（せいみや レイ、2003年〈平成15年〉8月1日 - ）は、日本の元アイドルであり、女性アイドルグループ乃木坂46の元メンバーである。埼玉県出身。

## 来歴
2003年（平成15年）8月1日生まれ。

### 乃木坂46
2018年（平成30年）、『坂道合同新規メンバー募集オーディション』に応募し、8月19日に合格した。同年11月29日、乃木坂46に配属された。同年12月3日、日本武道館で行われた「乃木坂46 4期生お見立て会」で乃木坂46の4期生としてお披露目された。
2021年（令和3年）1月27日に発売された26thシングル『僕は僕を好きになる』において、初めて表題曲を歌唱する選抜メンバーに選ばれた。その後、30thシングルまで5作連続で選抜メンバーに選ばれた。
2021年3月15日、同年4月2日より放送が開始されるラジオ番組『ベルク presents 乃木坂46の乃木坂に相談だ!』にて、初めてラジオ番組にレギュラー出演することが発表された。同年6月17日から上演された舞台『3年B組皆川先生〜2.5時幻目〜』にて、グループ外部の舞台に初めて出演した。
2022年（令和4年）3月、高校を卒業。大学には進学せず乃木坂46の活動に専念することを発表した。同年9月17日、体調不良のためグループ活動を一部休止することを発表した。12月18日、自身のブログにおいて、活動を再開していることを発表した。
2022年11月18日より公開された映画『死神遣いの事件帖 -月花奇譚-』にて、映画に初めて出演した。
2023年（令和5年）8月1日、20歳の誕生日を迎え、Instagramアカウントを開設した。
2024年（令和6年）5月25日、自身のブログにて35枚目シングル『チャンスは平等』の活動期間の7月を最後に卒業することを発表。卒業を発表した日は清宮のデビューから2000日の区切りの日だった。同年7月15日に行われた『チャンスは平等』発売記念ミニライブ生配信内で卒業セレモニーを実施。同年7月17日、同期の4期生とともに「乃木坂46分TV」の生配信に出演し、この活動をもって乃木坂46を卒業。

### 乃木坂46卒業後
2025年（令和7年）8月1日、同年9月5日から7日に上演される『-即興-劇、佐藤満春2025』に出演することを発表した。

## 人物
愛称は、レイちゃん。3人姉妹の次女。
5歳から小学4年生までの約5年間をアメリカのカリフォルニアのフォスターシティで過ごしていた。
中学校では生徒会長を務め、卒業式では生徒を代表して答辞を読んだ。

### 嗜好
好きな食べ物はミカン、サツマイモ、タマゴ、和菓子、パン、ホルモン、辛いもの。好きな寿司ネタは穴子、鰻。
好きなドラマは『カルテット』（TBSテレビ）、『逃げるは恥だが役に立つ』（TBSテレビ）で、姉の影響により韓国ドラマにも興味を持っている。

### 特技
アメリカからの帰国子女で、英語が話せる。中学3年生で英語検定準1級を取得した。YouTubeチャンネル『乃木坂配信中』にて『REI ENGLISH!!』という英語の企画を持っていた。また、乃木坂46の29thシングル表題曲「Actually...」の英語のセリフを担当している。
運動能力が高く、幼い頃からフィギュアスケート、バトントワリング、バレーボール、テニスなどの習い事をしていた。中学時代所属していた器械体操部では県大会に出場した。また、『乃木坂工事中』（テレビ愛知）にて、約1か月でトランポリンを習得。ロンダート・バク転・宙返りも披露した。

### 乃木坂46
同期の筒井あやめや柴田柚菜と仲が良い。また、同じく同期の遠藤さくらとも仲が良く、清宮の家でドラマを見たり食事をすると述べている。
サイリウムカラーはオレンジ×オレンジ。

## 作品

### シングル
乃木坂46
- 4番目の光（2019年5月29日、SRCL-11192/3） - EAN 4547366406719。
- 図書室の君へ（2019年9月4日、SRCL-11262/3） - EAN 4547366418576。
- I see...（2020年3月25日、SRCL-11466/7） - EAN 4547366444230。
- 世界中の隣人よ（2020年5月25日）
- 僕は僕を好きになる（2021年1月27日、SRCL-11680/8） - EAN 4547366487244。
- Wilderness World（2021年1月27日、SRCL-11680/1） - EAN 4547366487244。
- Out of the blue（2021年1月27日、SRCL-11686/7） - EAN 4547366487282。
- ごめんねFingers crossed（2021年6月9日、SRCL-11836/44） - EAN 4547366507270。
- 全部 夢のまま（2021年6月9日、SRCL-11836/44） - EAN 4547366507270。
- 猫舌カモミールティー（2021年6月9日、SRCL-11844） - EAN 4547366507300。
- 君に叱られた（2021年9月22日、SRCL-11880/8） - EAN 4547366522303。
- 他人のそら似（2021年9月22日、SRCL-11888） - EAN 4547366522334。
- 最後のTight Hug（2021年11月5日）[41]
- Actually...（2022年3月23日、SRCL-12100/8） - EAN 4547366549058。
- 深読み（2022年3月23日、SRCL-12100/8） - EAN 4547366549058。
- 好きになってみた（2022年3月23日、SRCL-12108） - EAN 4547366549089。
- 好きというのはロックだぜ!（2022年8月31日、SRCL-12210/8） - EAN 4547366571950。
- ジャンピングジョーカーフラッシュ（2022年8月31日、SRCL-12212/3） - EAN 4547366571967。
- 僕たちのサヨナラ（2023年3月29日、SRCL-12480/8） - EAN 4547366607307。
- さざ波は戻らない（2023年3月29日、SRCL-12486/7） - EAN 4547366607338。
- 踏んでしまった（2023年8月23日、SRCL-12620/8） - EAN 4547366626612。
- 思い出が止まらなくなる（2023年12月6日、SRCL-12630/8） - EAN 4547366650990。
- 車道側（2024年4月10日、SRCL-12850/8） - EAN 4547366669053。

### アルバム
乃木坂46
- 今が思い出になるまで（2019年4月17日、SRCL-11140/7） - EAN 4547366401325。
- Time flies（2021年12月15日、SRCL-12020/30） - EAN 4547366534184。

### 映像作品
- いつのまにか、ここにいる Documentary of 乃木坂46（2019年12月25日） - EAN 4988104123695。
- 乃木坂46 7th YEAR BIRTHDAY LIVE 2019.2.21-24 KYOCERA DOME OSAKA（2020年2月5日） - EAN 4547366438956。
- 乃木坂どこへ 第1巻（2020年3月6日） - EAN 4988021717984, EAN 4988021140058。
- 乃木坂どこへ 第2巻（2020年8月7日） - EAN 4988021718141, EAN 4988021140317。
- 乃木坂46 8th YEAR BIRTHDAY LIVE 2020.2.21-24 NAGOYA DOME（2020年12月23日） - EAN 4547366482812。
- ノギザカスキッツ 第1巻（2021年1月8日） - EAN 4988021718264, EAN 4988021140508。
- NOGIZAKA46 Mai Shiraishi Graduation Concert 〜Always beside you〜（2021年3月10日） - EAN 4547366491104。
- ノギザカスキッツ 第2巻（2021年4月2日） - EAN 4988021718271, EAN 4988021140515。
- ノギザカスキッツACT2 第1巻（2021年7月30日） - EAN 4988021718608, EAN 4988021140829。
- ノギザカスキッツACT2 第2巻（2021年10月22日） - EAN 4988021718615, EAN 4988021140836。
- 乃木坂スター誕生! 第1巻（2022年1月14日） - EAN 4988021718738, EAN 4988021140980。
- 乃木坂スター誕生! 第2巻（2022年4月22日） - EAN 4988021718745, EAN 4988021140997。
- 乃木坂46 9th YEAR BIRTHDAY LIVE 5DAYS（2022年6月8日） - EAN 4547366541441, EAN 4547366541465。
- 乃木坂スター誕生!2 第1巻（2022年7月22日） - EAN 4988021718974, EAN 4988021141550。
- 乃木坂スター誕生!2 第2巻（2022年10月28日） - EAN 4988021718981, EAN 4988021141567。
- 乃木坂46 真夏の全国ツアー2021 FINAL! IN TOKYO DOME（2022年11月16日） - EAN 4547366576009, EAN 4547366576016。
- 乃木坂46 10th YEAR BIRTHDAY LIVE（2023年2月22日） - EAN 4547366594324, EAN 4547366594447。
- 死神遣いの事件帖 -月花奇譚-（2023年3月29日） - EAN 4988101222131。
- さ〜ゆ〜Ready?さゆりんご軍団ライブ/松村沙友理 卒業コンサート（2023年4月26日）[42]
- 生田絵梨花 卒業コンサート（2023年4月26日）[42]
- NOGIZAKA46 ASUKA SAITO GRADUATION CONCERT（2023年10月25日） - EAN 4547366631012, EAN 4547366631098。
- 乃木坂46 11th YEAR BIRTHDAY LIVE 5DAYS（2024年2月21日） - EAN 4547366660128, EAN 4547366660135。
- MIZUKI YAMASHITA GRADUATION CONCERT（2024年10月2日） - EAN 4547366701180, EAN 4547366701227。
- 乃木坂46 12th YEAR BIRTHDAY LIVE（2025年2月12日） - EAN 4547366722253。

## 出演

### バラエティ
- ラヴィット!（2022年4月18日 - 6月27日、TBS）「ラヴィットファミリー」月曜担当[43]

### ラジオ
- ベルク presents 乃木坂46の乃木坂に相談だ!（2021年4月2日 - 2024年7月12日、TOKYO FM）パーソナリティ[44][45]

### 舞台
- 3年B組皆川先生〜2.5時幻目〜（2021年6月17日 - 7月4日、本多劇場）[46]
- 鴨川ホルモー、ワンスモア（2024年4月12日 - 29日、サンシャイン劇場 / 5月3日 - 4日、サンケイホールブリーゼ）楠木ふみ 役[47][48]
- -即興-劇、佐藤満春2025（2025年9月5日 - 7日、西新宿ナルゲキ）[49][注 1]

### 生配信演劇
- 夢路空港（2022年4月16日 - 5月8日配信、オンライン劇場ZA）航空整備士・足立 役[51]

### ウェブドラマ
- 猿に会う（2020年4月10日 - 18日、dTV）蒼井きよ 役[52][53]

### 映画
- 死神遣いの事件帖 -月花奇譚-（2022年11月18日、東映ビデオ）ヒロイン・ハナ 役[54][55]

### CM
- ディズニー★JCBカード（ウォルト・ディズニー・ジャパン / 東京ディズニーリゾート）遠藤さくらと共演[56][57]
  - 「あんたは俺の相棒だぜ。」編（2022年11月8日 - ）[56]
  - 「いっしょに、夢をつなげよう！」編（2023年7月11日 - ）[57]